# Kanton Lens

Het kanton Lens in het departement Pas-de-Calais

Lens is een kanton van het Franse departement Pas-de-Calais. Het kanton maakt deel uit van het arrondissement Lens.

## Geschiedenis
Het kanton Lens werd bij wet van 18 februari 1904 gesplitst in de kantons Lens-Est en Lens-Ouest. 
Door het decreet van 24 februari 2014 werd het opnieuw gecreëerd vanaf 2015.

## Gemeenten
Het kanton Lens omvat nu volgende gemeenten:
- Annay
- Lens (hoofdplaats)
- Loison-sous-Lens